# ماركو غارسيا
ماركو غارسيا (بالإنجليزية: Marco García) هو لاعب كرة قدم أمريكي في مركز الوسط، ولد في 17 يناير 2000 في مدينة مكسيكو في المكسيك. لعب مع نادي أونيفرسيداد ناسيونال.

## وصلات خارجية
- ماركو غارسيا على موقع قاعدة بيانات كرة القدم.إي يو (الإنجليزية)
- ماركو غارسيا على موقع Soccerway.com (الإنجليزية)